# كاظم حسين علي جابر
كاظم حسين علي جابر الصيادي الكعبي هو سياسي عراقي من مواليد عام 1969 حاصل على شهادة البكالوريا. شغل منصب عضو في مجلس النواب العراقي عن محافظة واسط في دورته الثانية (2010-2014) والثالثة (2014-2018). فاز في الانتخابات التشريعية العراقية لعام 2018 بعدد اصوات بلغ8,207 صوت. يعرف بمواقفه المتشددة ضد الأكراد والسنة وفي إحدى حواراته في قناة الشرقية ذكر أنه طائفي ويفتخر بذلك.

## نزاعه مع بليغ أبو كلل
في تشرين الثاني من سنة 2015 اتهمه النائب عن كتلة المواطن بليغ أبو كلل التابعة لعمار الحكيم الصيادي وحمايته، بمحاولة اغتياله في استوديو قناة دجلة. وذكر بأن الطرفين تبادلا الشتائم قبل أان يقوم بإشهار مسدسه عليه وإطلاق النار على النائب.

## رهام يعقوب
بعد اغتيال رهام يعقوب في البصرة في 19 آب 2020، تكلم ضدها ووصفها بالعميلة، وذلك بسبب مقابلتها للقنصل الأمريكي في البصرة. وذكر بأن الاغتيال هو «تصفية سياسية». لينال موجة استهجان بسبب تصريحاته عليها.